# 117-я отдельная разведывательная авиационная эскадрилья
Не следует путать с 117-й отдельной корпусной авиационной эскадрильей
117-я отдельная армейская разведывательная авиационная эскадрилья — воинская часть вооружённых сил СССР в Великой Отечественной войне.

## История
Сформирована 24 июня 1941 года на Северном фронте путём выделения эскадрильи из состава 311-го разведывательного авиационного полка.
В составе действующей армии с 24 июня 1941 года по 30 октября 1942 года.
На 22.06.1941 года базировалась под Ленинградом, имея вместе со 116-й эскадрильей в составе 7 самолётов СБ и 2 Пе-2 в разведывательном варианте. Действовала в интересах советских войск на Карельском перешейке, совершая разведывательные полёты над позициями и тылами финских войск, территорией Финляндии.
На 12 декабря 1941 года базируется на аэродроме в Капитолово, имея в наличии 4 СБ и 5 лётчиков.
На март 1942 года в эскадрилье имелось 1 Ар-2 и 2 СБ.
На сентябрь 1942 года в эскадрилье имелось 8 самолётов СБ и 14 экипажей.
За полгода войны эскадрилья выполнила 181 боевой вылет. Потери эскадрильи за 10 месяцев 1942 года составили 6 самолётов и 10 членов экипажей.
30 октября 1942 года обращена на формирование 13-го отдельного разведывательного авиационного полка. По другим данным, 10 ноября 1942 года на аэродроме в Левашово переформирована в 5-ю отдельную дальнеразведывательную авиационную эскадрилью.

## Полное наименование
- 117-я отдельная армейская разведывательная авиационная эскадрилья

## Подчинение
| Дата            | Фронт (округ)               | Армия      | Корпус | Дивизия | Примечания |
| --------------- | --------------------------- | ---------- | ------ | ------- | ---------- |
| 22.06.1941 года | Ленинградский военный округ | -          | -      | -       | -          |
| 01.07.1941 года | Северный фронт              | -          | -      | -       | -          |
| 10.07.1941 года | Северный фронт              | -          | -      | -       | -          |
| 01.08.1941 года | -                           | -          | -      | -       | нет данных |
| 01.09.1941 года | -                           | -          | -      | -       | нет данных |
| 01.10.1941 года | Ленинградский фронт         | 23-я армия | -      | -       | -          |
| 01.11.1941 года | Ленинградский фронт         | 23-я армия | -      | -       | -          |
| 01.12.1941 года | Ленинградский фронт         | 23-я армия | -      | -       | -          |
| 01.01.1942 года | Ленинградский фронт         | 23-я армия | -      | -       | -          |
| 01.02.1942 года | Ленинградский фронт         | 23-я армия | -      | -       | -          |
| 01.03.1942 года | Ленинградский фронт         | -          | -      | -       | -          |
| 01.04.1942 года | Ленинградский фронт         | -          | -      | -       | -          |
| 01.05.1942 года | Ленинградский фронт         | -          | -      | -       | -          |
| 01.06.1942 года | Ленинградский фронт         | -          | -      | -       | -          |
| 01.07.1942 года | Ленинградский фронт         | -          | -      | -       | -          |
| 01.08.1942 года | Ленинградский фронт         | -          | -      | -       | -          |
| 01.09.1942 года | Ленинградский фронт         | -          | -      | -       | -          |
| 01.10.1942 года | Ленинградский фронт         | -          | -      | -       | -          |
| 01.11.1942 года | Ленинградский фронт         | -          | -      | -       | -          |

## Командиры
- капитан, с октября 1942 года, майор Гладченко